# Third Day (álbum)
Third Day es el álbum debut oficial de la banda de rock cristiano, Third Day. Fue lanzando al mercado en primavera de 1996 luego de que la banda firmara por Reunion Records.

## Lista de canciones
| N.º   | Título             | Letras          | Música          | Duración |  |
| 1.    | «Nothing At All»   | Mac Powell      | Mac Powell      | 5:13     |  |
| 2.    | «Forever»          | Powell          | Powell          | 3:48     |  |
| 3.    | «Mama»             | Powell          | Powell          | 3:52     |  |
| 4.    | «Love Song»        | Powell          | Powell          | 3:54     |  |
| 5.    | «Blackbird»        | Powell          | Powell          | 4:03     |  |
| 6.    | «Thief»            | Powell          | Powell          | 4:25     |  |
| 7.    | «Consuming Fire»   | Powell          | Powell          | 4:10     |  |
| 8.    | «Did You Mean It»  | Powell          | Powell          | 4:11     |  |
| 9.    | «Holy Spirit»      | Powell/Mark Lee | Powell/Mark Lee | 2:23     |  |
| 10.   | «Livin' For Jesus» | Powell          | Powell          | 2:19     |  |
| 11.   | «Take My Life»     | Powell          | Powell          | 2:17     |  |
| 12.   | «Praise Song»      | Powell          | Powell          | 3:01     |  |
| 43:36 |                    |                 |                 |          |  |

## Recepción
El álbum fue bien recibido entre los críticos y la audiencia. En el 2000, fue galardonado como disco de oro.

## Premios
- "Consuming Fire" - Billboard Music Award por mejor video cristiano.